# Revel, Isère
Revel là một xã thuộc tỉnh Isère trong vùng Rhône-Alpes đông nam nước Pháp. Xã này nằm ở khu vực có độ cao từ 299-2840 mét trên mực nước biển. Theo điều tra dân số năm 1999 của INSEE có dân số là 1162 người.

## Thư viện ảnh

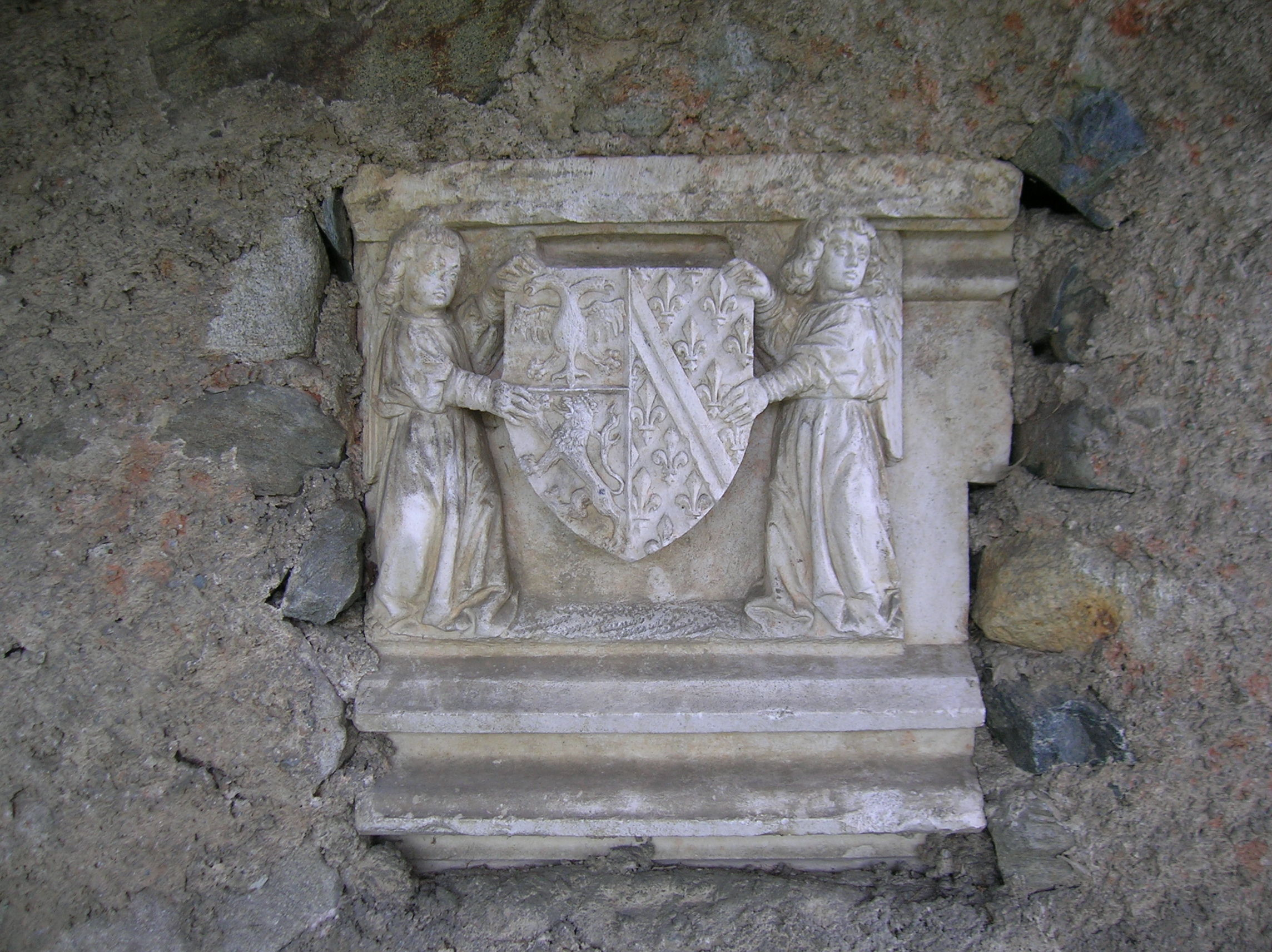
Huy hiệu chạm khắc của Alleman d'Uriage, tại nhà giặt công cộng

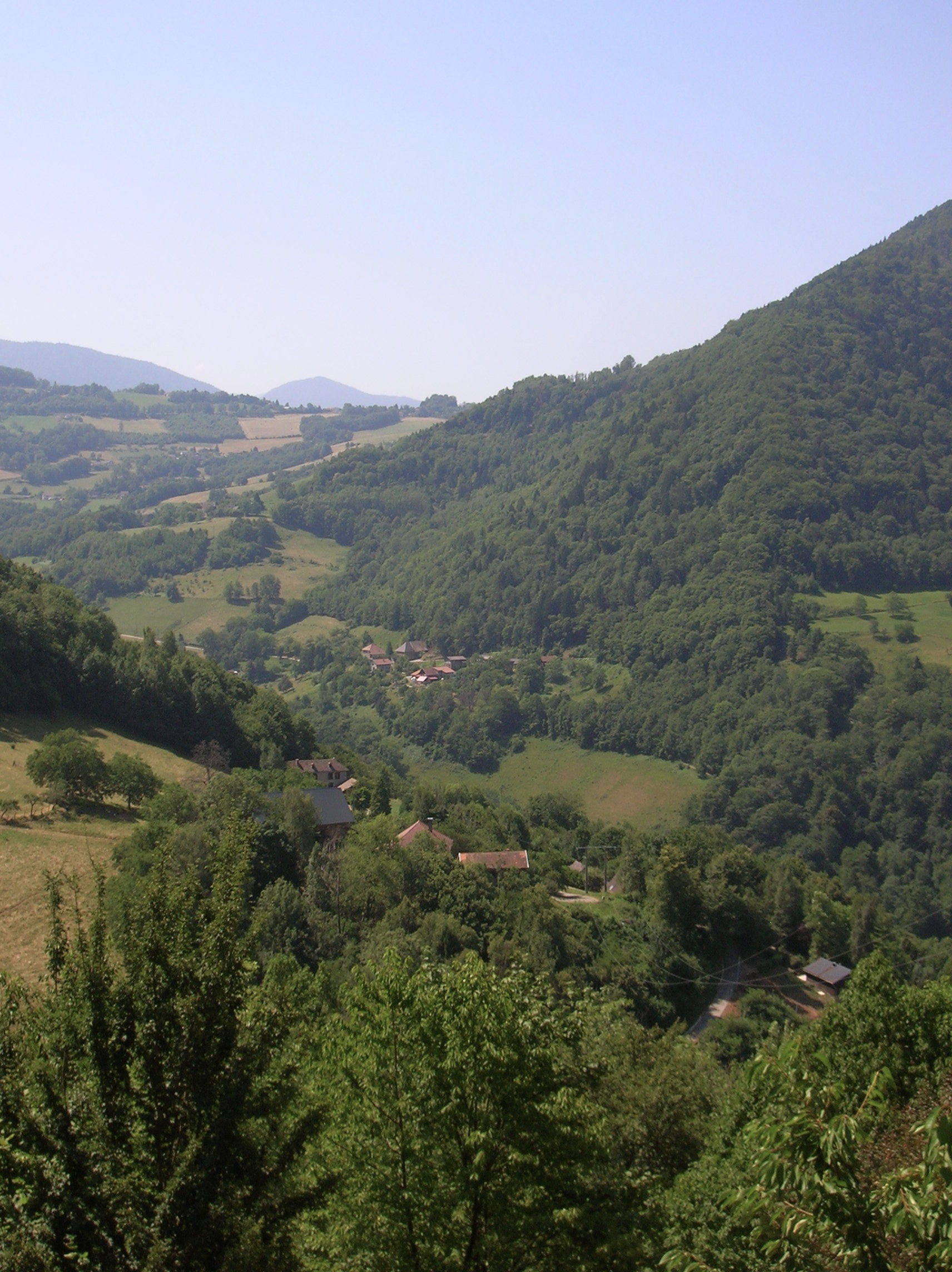
Revel (Isère), hameau.

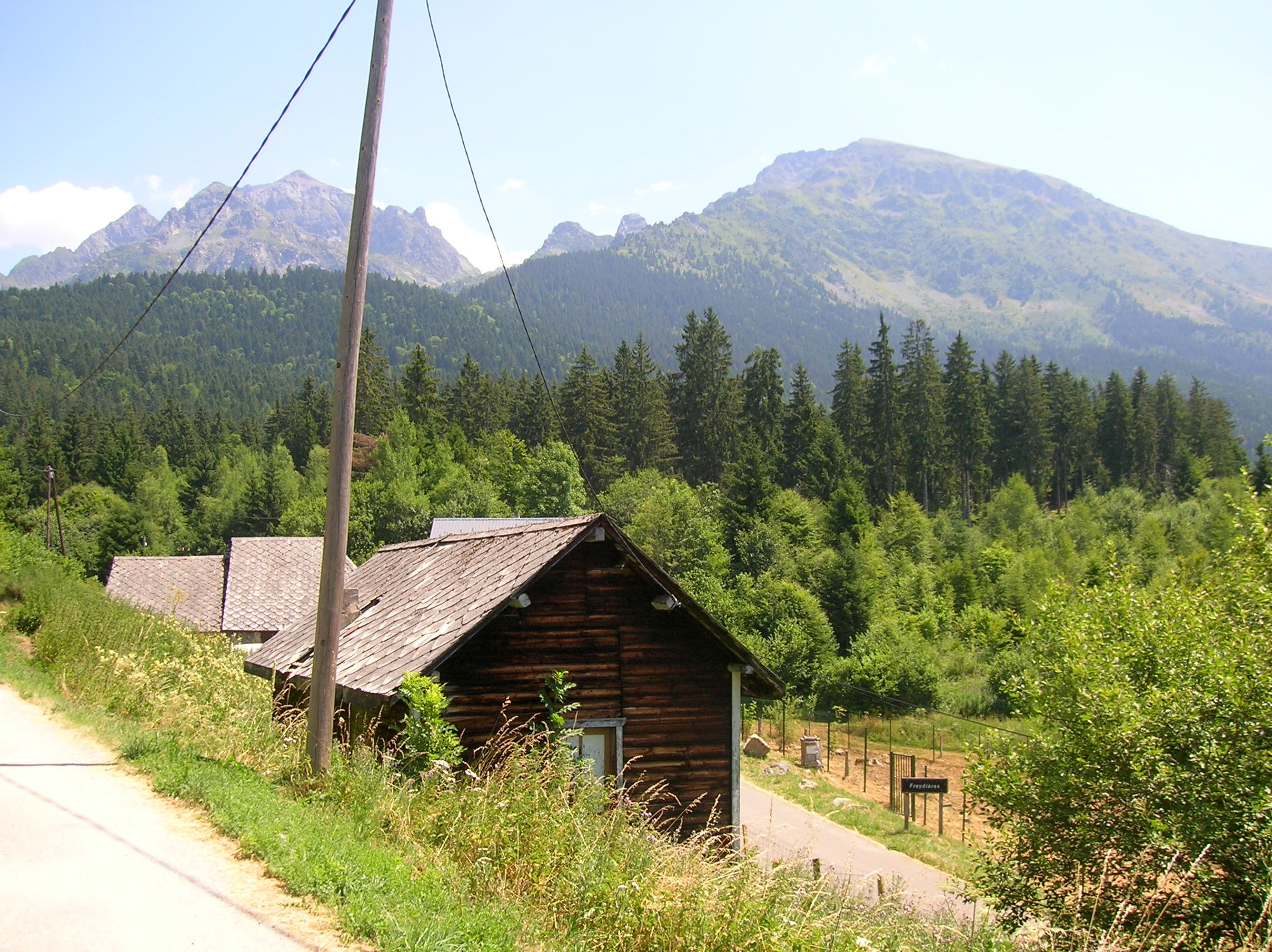
Freydières

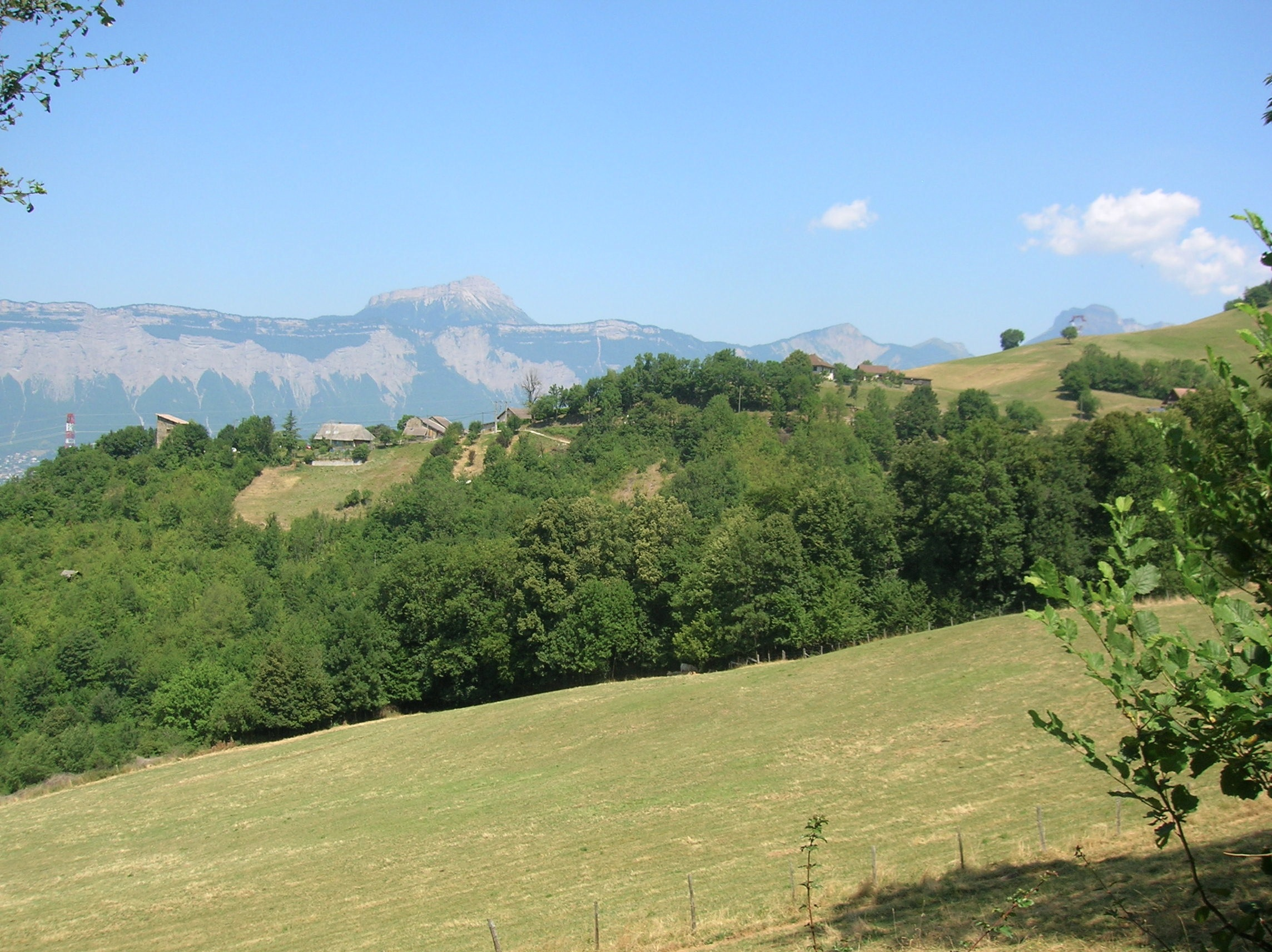
La Tour

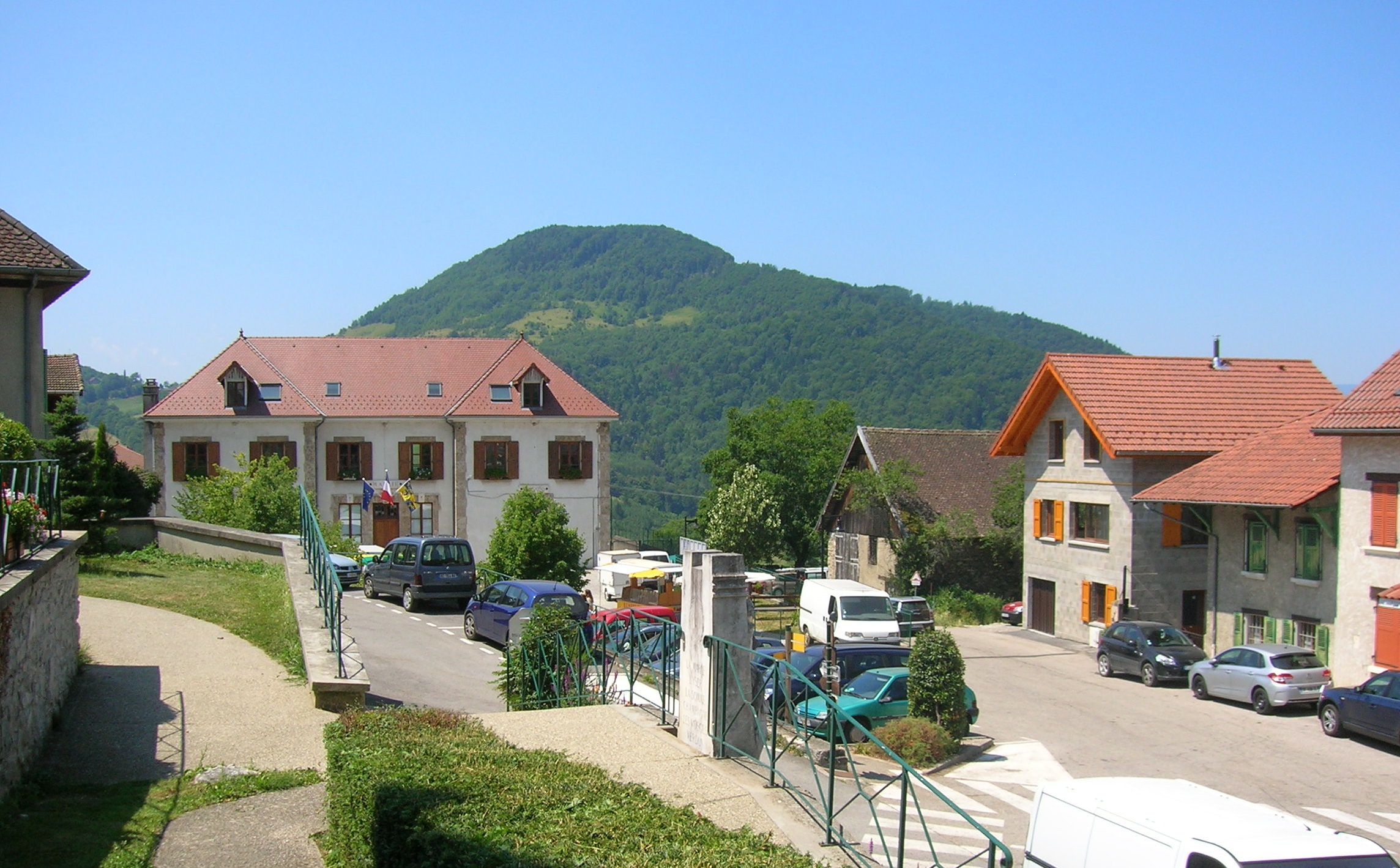
Quảng trường làng Revel (Isère) và tòa thị chính